# Hypericum marahuacanum
Hypericum marahuacanum är en johannesörtsväxtart. Hypericum marahuacanum ingår i släktet johannesörter, och familjen johannesörtsväxter.

## Underarter
Arten delas in i följande underarter:
- H. m. chimantaicum
- H. m. compactum
- H. m. marahuacanum
- H. m. strictissimum